# Sárfalva
Sárfalva románul: Șăulești, település Romániában, Erdélyben, Hunyad megyében.

## Fekvése
A Maros bal partján, Dévától keletre, Szántóhalma és Piskitelep közt fekvő település.

## Nevének eredete
Sál ~ Sálfalva elnevezése valószínű, hogy a Saul személynévből ered, nevét egykori Sauli nevű köznemes birtokosáról kaphatta.

## Története
Nevét 1377-ben említette először oklevél Sauli köznemes nevében.
1387-ben Salfalua, 1406-ban Sawli, 1429-ben Salfalwa, 1587-ben Sallyffalwa, 1750-ben Seulest, 1760–1762 között Sárfalva, Szeulesd, 1808-ban Sárfalva, Seulie, 1913-ban Sárfalva néven írták.
1520-ban birtokosai a Barcsai és Sálfalvi ~ S. Sálfi családok, 1587-ben pedig a Dedaczy, Zentt Gyeorgy, Joffew, Zentt Imreh, Barcza, Hecze, Salfalwa, Dedaczy, Zentt Gyeorgy, Joffew, Zentt Imreh, Barcza, Hecze családok birtoka volt.
A trianoni békeszerződés előtt Hunyad vármegye Dévai járásához tartozott.
1910-ben 459 lakosából 14 magyar, 441 román volt. Ebből 9 református, 445 görögkeleti ortodox volt.

## Források

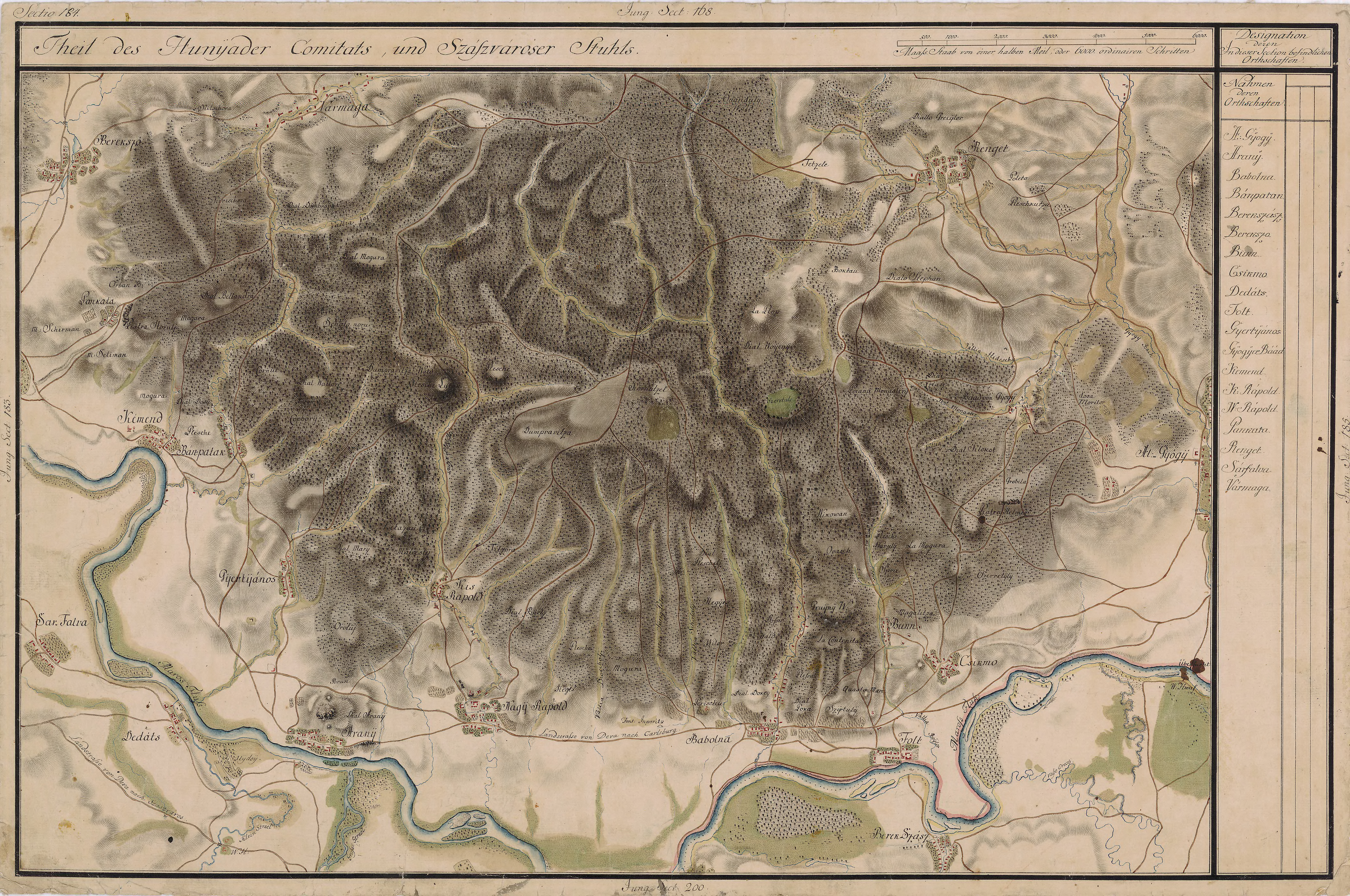
Sárfalva egy régi térképen